# Plexaura corticosa
Plexaura corticosa är en korallart som beskrevs av Duchassaing och Giovanni Michelotti 1860. Plexaura corticosa ingår i släktet Plexaura och familjen Plexauridae. Inga underarter finns listade i Catalogue of Life.